# Louisville (Alabama)
Louisville es un pueblo ubicado en el condado de Barbour en el estado estadounidense de Alabama. En el censo de 2000, su población era de 612.

## Demografía
En el 2000 la renta per cápita promedia del hogar era de $ 20.859$, y el ingreso promedio para una familia era de 27.014$. El ingreso per cápita para la localidad era de 13.151$. Los hombres tenían un ingreso per cápita de 27.500$ contra 24.583$ para las mujeres.

## Geografía
Louisville está situado en 31°46′49″N 85°33′26″O / 31.78028, -85.55722 (31.780309, -85.557397)
Según la Oficina del Censo de los EE. UU., la ciudad tiene un área total de 2.75 millas cuadradas (7.12 km²).